# Walter Goetz

Walter Goetz

Walter Wilhelm Goetz (* 11. November 1867 in Lindenau bei Leipzig; † 30. Oktober 1958 in Adelholzen in Oberbayern und beerdigt in Gräfelfing bei München) war ein deutscher Historiker, Publizist und Politiker (DDP).

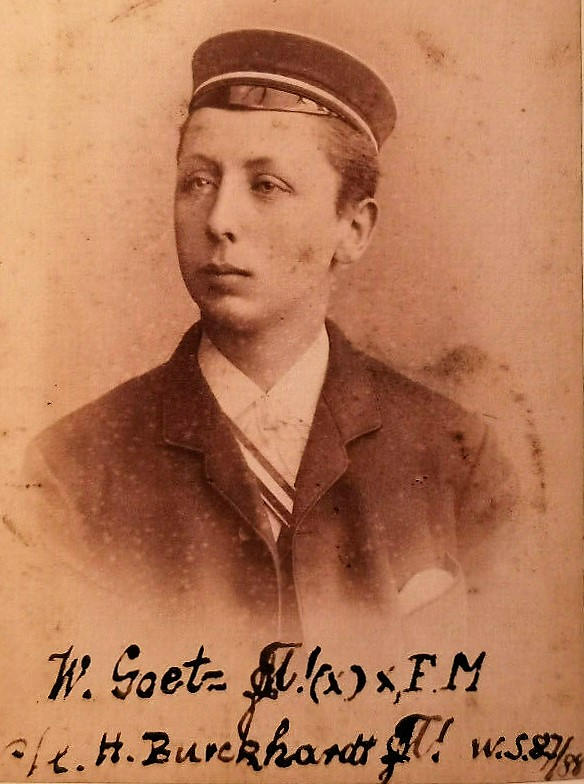
Walter Goetz im Wintersemester 1887/1888 als Erstchargierter und Fuchsmajor der Turnerschaft Munichia München

## Leben
Walter Goetz, Sohn des Arztes und Führers der deutschen Turnerbewegung Ferdinand Goetz, lernte bis 1886 an der humanistischen Thomasschule zu Leipzig. Danach studierte er Rechtswissenschaften an der Universität Freiburg, Kunstgeschichte an der Ludwig-Maximilians-Universität München und Nationalökonomie bei Lujo Brentano an der Universität Leipzig. In München schloss er sich der Turnerschaft Munichia (heute zu Bayreuth) im Coburger Convent an. Er verfasste zusammen mit Konrad Bahr die „Munichengeschichte“, in der die Entwicklung der Turnerschaft Munichia von der Gründung bis in die 20er Jahre beschrieben wird. Im Jahr 1890 wurde er in Geschichte bei Wilhelm Maurenbrecher zum Dr. phil. mit der Dissertation Die Wahl Maximilians II. zum deutschen König 1562 promoviert. 1895 habilitierte er sich in Allgemeiner Geschichte bei Karl Lamprecht. Nachdem er zeitweilig in Leipzig seine Studien für seine Habilitation zu Herzog Albrecht V. im ersten Jahrzehnt seiner Regierung fortsetzte, habilitierte er sich 1901 nach München um. Von 1895 bis 1901 arbeitete er als Privatdozent für Geschichte an der Philosophischen Fakultät der Universität Leipzig.
Er heiratete die Tochter des Bonner Geschichtsprofessors Moriz Ritter. Weiterhin wichtig wurden für Goetz Bekanntschaften wie die mit dem Historiker Karl Brandi oder mit Luise von Druffel, in deren Hause er wohnte (siehe August von Druffel). 1905 wurde er ordentlicher Professor an der Universität Tübingen (Nachfolger von Georg von Below), 1913 an der Universität Straßburg (Nachfolger von Harry Bresslau) und 1915 für Kultur- und Universalgeschichte in Leipzig, wo er als Nachfolger von Karl Lamprecht das von diesem begründete Institut für Kultur- und Universalgeschichte bis zu seinem Ausscheiden aus dem akademischen Lehrkörper leitete. Außerdem war er 1929/30 Dekan der Philosophischen Fakultät.

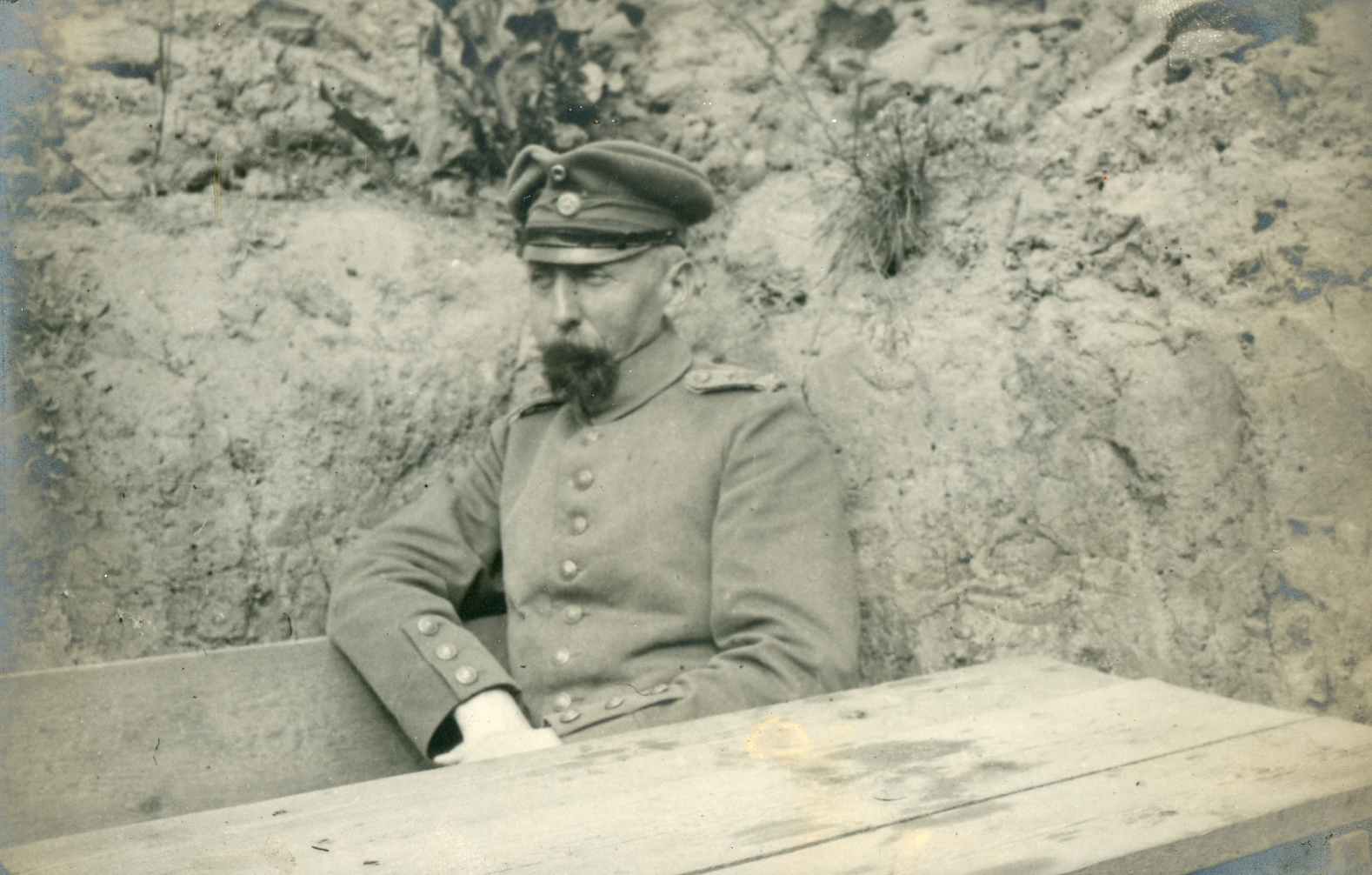
Walter Goetz in Frankreich, ca. 1915

Goetz engagierte sich um 1900 politisch im Nationalsozialen Verein um Friedrich Naumann. Er arbeitete für die Zeitschrift Die Hilfe und war mit Theodor Heuss und Ludwig Curtius befreundet. Er war von 1920 bis 1928 als Mitglied der Deutschen Demokratischen Partei Abgeordneter im Deutschen Reichstag. Sein Eintreten für die Republik wurde ihm in der Zeit des Nationalsozialismus von den Machthabern übelgenommen. Goetz brach seine Kontakte zu jüdischen Kollegen – u. a. seinen Schülern Alfred von Martin und Hans Baron – nicht ab und setzte sich stattdessen entsprechend seiner humanistischen Gesinnung für sie ein. Im Mai 1933 wurde er, nachdem er bereits aus Altersgründen die Emeritierung beantragt hatte, aufgrund des Gesetzes zur Wiederherstellung des Berufsbeamtentums verbunden mit einer Kürzung seiner Pension zwangsemeritiert, wogegen er Berufung einlegte. Ein halbes Jahr später wurde die Entscheidung wieder aufgehoben und Goetz in den ordentlichen Ruhestand mit vollen Bezügen versetzt. Nach dem Zweiten Weltkrieg wurde er außerplanmäßiger Professor und ab 1952 Honorarprofessor in München. Von 1946 bis 1951 war er außerdem Präsident der Historischen Kommission bei der Bayerischen Akademie der Wissenschaften (seit 1904 Mitglied). In seinen letzten Lebensjahren beschäftigte Goetz sich mit der Konzeption der Neuen Deutschen Biographie, deren erste Bände kurz vor seinem Tode publiziert wurden.
Goetz wirkte an der Aufarbeitung der Monumenta Germaniae Historica mit. Von 1927 bis 1949 war er Vorsitzender der Deutschen Dante-Gesellschaft. Er war seit 1947 Mitglied der Bayerischen Akademie der Wissenschaften in München. Des Weiteren war er seit 1930 Mitglied der Sächsischen Akademie der Wissenschaften. Hier konnte er seine Studien zur italienischen Renaissance fortsetzen und publizieren.
Neben seiner akademischen Karriere war Goetz auch Reserveoffizier der Bayerischen Armee. Er diente zunächst als Einjährig-Freiwilliger im 1. Infanterie-Regiment „König“ und brachte es 1910 zum Major. Im Ersten Weltkrieg wurde er Bataillonskommandeur und war an der Westfront eingesetzt. Nichtsdestoweniger setzte er sich 1917 bei Staatssekretär Richard von Kühlmann für einen Verständigungsfrieden ein.

## Forschung
Seine wichtigsten Forschungsergebnisse erzielte Goetz in der Geschichte der Gegenreformation und der italienischen Renaissance. Besondere Bedeutung hatte für ihn das Studium der italienischen Städte im Mittelalter sowie Dante Alighieris und Franz’ von Assisi. Seine Auffassung des Zeitalters ist wesentlich durch seine kulturgeschichtlichen Neigungen sowie durch Jacob Burckhardt bestimmt. Goetz hat auch zu kunstgeschichtlichen Themen der italienischen Renaissance gearbeitet. Hier gibt es neben Burckhardt auch einen Einfluss durch das Studium bei Anton Springer in Leipzig. Weniger ausgeprägt ist bei Goetz die Nachwirkung von Georg Voigt, obwohl er sich dessen Bedeutung durchaus bewusst war. Auch Lamprecht beeinflusste ihn, obwohl Goetz’ Position von dessen Auffassung der Kulturgeschichte deutlich abweicht. Hier ist es in wissenschaftlichem und institutionellem Zusammenhang zu Auseinandersetzungen gekommen, nicht zuletzt auch mit dem Kulturhistoriker Georg Steinhausen über dessen Geschichtsauffassung.
Mit Goetz’ Emeritierung ging in Leipzig eine langjährige Beschäftigung mit dem italienischen Renaissance-Humanismus zu Ende, die mit Voigt begonnen und zu der auch Alfred Doren mit seinen Beiträgen zur Wirtschaftsgeschichte der Zeit beigetragen hatte. Der Bereich gewann in Leipzig nie wieder eine vergleichbare Bedeutung.
Bei seinen Studien um Franz von Assisi und Dante waren für Goetz die Motive wegweisend, welche die Epoche der Renaissance eindeutig von der des Mittelalters unterscheiden. Doch stand für ihn fest, dass viele der Dinge, die im 14. Jahrhundert mit der Wiederbesinnung auf die Antike auftauchten, bereits im Mittelalter angelegt waren. Franz von Assisi war auch ein wesentlicher Gegenstand seiner Zusammenarbeit mit dem Theologen und Historiker Paul Sabatier, mit dem er über viele Jahre eine umfangreiche Korrespondenz führte.
Zu Goetz’ bedeutendsten Schülern im Gebiet der Mediävistik zählt Herbert Grundmann.
Goetz blieb aber auch der Erforschung der Reformationsgeschichte insbesondere Bayerns verbunden. Er publizierte weiter zu Albrecht V. von Bayern.
In seiner Eigenschaft als Direktor des Leipziger Instituts für Kultur- und Universalgeschichte hat Goetz seit 1912 die von Georg Steinhausen begründete Zeitschrift Archiv für Kulturgeschichte herausgegeben. Im Zuge der Aufarbeitung der Vorgeschichte des Ersten Weltkriegs gab Walter Goetz 1920 auch die in Russland aufgefundenen Briefe Kaiser Wilhelm II. an Zar Nikolaus II. heraus.
Mit Karl Brandi setzte Goetz die Herausgabe der unter August von Druffel begonnenen Beiträge zur Reichsgeschichte bzw. zum Landsberger Bund fort. Goetz konnte hierbei auch auf die Abschriften und Auszüge von Maurenbrecher zugreifen, die dieser in Simancas anfertigte bzw. anfertigen ließ und die von dessen Witwe Mary Maurenbrecher an Goetz und an den damaligen Direktor der Leipziger Universitätsbibliothek, Julius Benno Hilliger übergeben wurden. Ein großer Teil der Urkundenabschriften ist in der Universitätsbibliothek Leipzig erhalten, so dass hieraus auch Einblicke in Goetzsche Auswahlkriterien für seinen Band möglich sind. Durch Hilliger wurde dieser Nachlass 1928 oder 1929 in den Bestand der Handschriftenabteilung der Universitätsbibliothek eingegliedert.

## Familie
Er war mit Hedwig Goetz, geborene Pfister (1885–1968), verheiratet und hatte mehrere Kinder.
Sein 1920 geborener Sohn Helmut Goetz wurde ebenfalls Historiker und war viele Jahre am Deutschen Historischen Institut in Rom tätig.

## Schriften (Auswahl)
- Beiträge zur Geschichte Herzog Albrechts V. und des Landsberger Bundes 1556–1598 (= Briefe und Akten zur Geschichte des sechzehnten Jahrhunderts, Teil 5), München 1898.
- (Bearb.) mit Leonhard Theobald: Beiträge zur Geschichte Herzog Albrechts V. und der sog. Adelsverschwörung von 1563 (= Briefe und Akten zur Geschichte des sechzehnten Jahrhunderts, Teil 6), München 1913.
- Quellen zur Geistesgeschichte des Mittelalters und der Renaissance, 4 Bände, Leipzig 1928–1936.
- Italien im Mittelalter, 2 Bände, Leipzig 1942.
- Historiker in meiner Zeit. Gesammelte Aufsätze. Die Aufsätze aus den Jahren 1912 bis 1955 zum 90. Geburtstag von Walter Goetz. Hrsg. von Herbert Grundmann, Köln/Graz 1957.
- (Hrsg.) Briefe Wilhelms II. an den Zaren 1894–1914, Ullstein, Berlin 1920.
- (Hrsg.) Propyläen Weltgeschichte. Der Werdegang der Menschheit in Gesellschaft und Staat, Wirtschaft und Geistesleben, 10 Bände, Berlin 1929–1933.
- Die Enzyklopädie des 13. Jahrhunderts. In: Zeitschrift für deutsche Geistesgeschichte 2 (1936), S. 227–250.